# Béla Illés
Béla Illés (ur. 27 kwietnia 1968 w Sárvárze) – piłkarz węgierski grający na pozycji ofensywnego pomocnika. W swojej karierze 64 razy zagrał w reprezentacji Węgier i strzelił w niej 15 goli. Jest prezesem klubu Haladás Szombathely.

## Kariera klubowa
Karierę piłkarską Illés rozpoczął w klubie Sárvári Kinizsi. Następnie przeszedł do Haladásu Szombathely. W 1986 roku awansował do kadry pierwszej drużyny i w sezonie 1986/1987 zadebiutował w jego barwach w pierwszej lidze węgierskiej. W 1990 roku spadł z Haladásem do drugiej ligi, a w sezonie 1991/1992 ponownie grał z tym klubem w ekstraklasie Węgier.
W 1992 roku Illés przeszedł z Haladásu do budapeszteńskiego klubu Kispest-Honvéd. W sezonie 1992/1993 wywalczył z nim mistrzostwo kraju, a w kolejnym, 1993/1994, z 17 golami został po raz pierwszy w karierze królem strzelców ligi węgierskiej. W 1994 roku został wybrany Piłkarzem Roku na Węgrzech. W Kispescie-Honvédzie grał do 1995 roku.
Latem 1995 Illés został piłkarzem innego klubu z Budapesztu, MTK Budapest FC. Grał w nim do końca swojej kariery, czyli do 2006 roku (z małą przerwą na występy w Haladásu, do którego był wypożyczony wiosną 2004). W barwach MTK strzelił 155 goli w 315 meczach. Z klubem tym trzykrotnie był mistrzem Węgier w latach 1997, 1999, 2003 oraz jeden raz wicemistrzem w 2000 roku. Z MTK zdobył trzy Puchary Węgier (1997, 1998, 2000) i jeden Superpuchar Węgier. W barwach MTK dwukrotnie był najlepszym strzelcem ligi. W sezonie 1996/1997 strzelił 23 gole, a w sezonie 1998/1999 - 22. W 1997 i 1998 roku był wybierany Piłkarzem Roku na Węgrzech.
| Sezon   | Klub                | Kraj  | Rozgrywki | Mecze | Bramki |
| ------- | ------------------- | ----- | --------- | ----- | ------ |
| 1986/87 | Haladás Szombathely | Węgry | NB I      | 19    | 1      |
| 1987/88 | Haladás Szombathely | Węgry | NB I      | 29    | 12     |
| 1988/89 | Haladás Szombathely | Węgry | NB I      | 22    | 4      |
| 1989/90 | Haladás Szombathely | Węgry | NB I      | 19    | 1      |
| 1990/91 | Haladás Szombathely | Węgry | NB II     | ?     | ?      |
| 1991/92 | Haladás Szombathely | Węgry | NB I      | 29    | 3      |
| 1992/93 | Kispest-Honvéd      | Węgry | NB I      | 28    | 5      |
| 1993/94 | Kispest-Honvéd      | Węgry | NB I      | 30    | 17     |
| 1994/95 | Kispest-Honvéd      | Węgry | NB I      | 23    | 9      |
| 1995/96 | MTK Budapest FC     | Węgry | NB I      | 29    | 11     |
| 1996/97 | MTK Budapest FC     | Węgry | NB I      | 32    | 23     |
| 1997/98 | MTK Budapest FC     | Węgry | NB I      | 30    | 9      |
| 1998/99 | MTK Hungária FC     | Węgry | NB I      | 30    | 22     |
| 1999/00 | MTK Hungária FC     | Węgry | NB I      | 27    | 13     |
| 2000/01 | MTK Hungária FC     | Węgry | NB I      | 34    | 21     |
| 2001/02 | MTK Hungária FC     | Węgry | NB I      | 35    | 18     |
| 2002/03 | MTK Hungária FC     | Węgry | NB I      | 30    | 21     |
| 2003/04 | MTK Budapest FC     | Węgry | NB I      | 14    | 3      |
| 2003/04 | Haladás Szombathely | Węgry | NB I      | 14    | 1      |
| 2004/05 | MTK Budapest FC     | Węgry | NB I      | 28    | 10     |
| 2005/06 | MTK Budapest FC     | Węgry | NB I      | 26    | 4      |

## Kariera reprezentacyjna
W reprezentacji Węgier Illés zadebiutował 30 października 1991 roku w zremisowanym 0:0 meczu eliminacji do Euro 92 z Norwegią. Swojego pierwszego gola w reprezentacji strzelił 23 marca 1993 w towarzyskim spotkaniu z Austrią (2:3). W swojej karierze grał też w eliminacjach do Euro 96, MŚ 1998 i Euro 2000. W kadrze narodowej od 1991 do 2001 roku rozegrał 64 mecze i strzelił 15 goli.